# Anna-Lena Frömming
Anna-Lena Frömming (18 de febrero de 1995) es una deportista alemana que compite en taekwondo. Ganó una medalla de bronce en el Campeonato Mundial de Taekwondo de 2013, en la categoría de –57 kg.

## Palmarés internacional
| Campeonato Mundial | Campeonato Mundial | Campeonato Mundial | Campeonato Mundial |
| Año                | Lugar              | Medalla            | Categoría          |
| ------------------ | ------------------ | ------------------ | ------------------ |
| 2013               | Puebla (México)    | Medalla de bronce  | –57 kg             |